# Venedig Marco Polo Lufthavn
Venedig Marco Polo Lufthavn (IATA: VCE, ICAO: LIPZ) er en lufthavn i Italien. Den er beliggende i Tessera, 12 kilometer nord for Venedig, i Veneto-regionen.
Lufthavnen er opkaldt efter handels- og opdagelsesrejsende Marco Polo.
I 2012 betjente lufthavnen 8.188.455 passagerer og havde 84.233 start- og landinger, hvilket gjorde den til femte travleste i landet.

## Historie
I 1920'erne og 1930'erne blev lagunen udfor Venedig benyttet til ruteflyvninger, da flybåde nemt kunne komme til og fra havnen.
Venedig-Lido Flyveplads blev den første kommercielle lufthavn for fly som skulle lande på jorden. Den blev opført i 1915, og i 1926 blev der givet tilladelse til civil lufttrafik fra stedet. Fra Lido var der blandt andet ruteflyvninger til Wien, München og videre til Berlin. Efter 2. verdenskrig blev den civile ruteflyvning genoptaget i 1947. Efter at Lido var blevet for lille til store rutefly, og flere flyselskaber i 1952 havde flyttet deres trafik til den nærliggende Treviso Lufthavn kun 20 km væk, besluttede man til trods for stor folkelig modstand, og opføre en ny lufthavn nær Tessera. Venedig Marco Polo Lufthavn blev indviet i 1960.
Den nuværende lufthavnsterminal blev taget i brug i 2002.
Fra 1. juni til 4. december 2011 var Treviso Lufthavn lukket på grund af byggeri, og alle fly til Treviso blev i månederne omdirigeret til Venedig.

## Passager statistik
| År   | Passagerer         |
| ---- | ------------------ |
| 2000 | 4.135.608 (+8,6%)  |
| 2001 | 4.178.285 (+1,0%)  |
| 2002 | 4.216.398 (+0,9%)  |
| 2003 | 5.304.597 (+25,8%) |
| 2004 | 5.871.415 (+10,7%) |
| 2005 | 5.825.499 (-0,8%)  |
| 2006 | 6.342.178 (+8,9%)  |
| 2007 | 7.076.114 (+11,6%) |
| 2008 | 6.893.644 (-2,6%)  |
| 2009 | 6.717.600 (-2,6%)  |
| 2010 | 6.868.968 (+2,3%)  |
| 2011 | 8.584.651 (+25,7%) |
| 2012 | 8.188.455 (-4,6%)  |

## Galleri
- Bane 04R/22L til højre er 3.300 meter lang.
- Afgangsterminalen ved check-in.
- Et Airbus A319 fra SAS i 2009.
- Et Boeing 767-400ER fra Delta Air Lines i 2012.